# Cidade das Cinzas
Cidade das Cinzas é o segundo livro da série Os Instrumentos Mortais, uma série para jovens e adultos de fantasia urbana em passada em Nova Iorque escrito por Cassandra Clare. Foi originalmente publicado nos Estados Unidos em 25 de março de 2008, quase um ano após o lançamento do primeiro livro da série, Cidade dos Ossos.

## Publicação
Cidade das Cinzas foi primeiramente publicado nos Estados Unidos em 25 de março de 2008, pela editora Simon & Schuster, que lançou todos os livros da série. Em Portugal, foi lançado dois anos mais tarde, apenas em 2010, pela editora Planeta. No Brasil, o livro foi lançado em 2011, pela editora Galera Record.

### Narração
O livro é inteiramente narrado em terceira pessoa, no qual há um narrador onisciente que sabe todos os pensamentos dos personagens. Em quase todas as cenas, a narração está sob o ponto de vista da protagonista Clary, mas também há alguns trechos narrados por outros personagens, como Maia, Jace e Luke.

### Cenário
A história se passa em Nova York. São mostrados alguns lugares do Mundo de Sombras, como a corte das fadas.

### Capítulos
O livro é dividido em dezenove capítulos, separados entre três epígrafes. No início de cada epígrafe, há trechos de poesias de Arthur Rimbaud; Inferno de Dante e Abraham Coles, respectivamente. Logo após os agradecimentos, há um trecho de Essa língua amarga, escrita por Elka Cloke.
| #                                  | Capítulo                               |
| ---------------------------------- | -------------------------------------- |
| Prólogo - Fumaça e Diamantes       |                                        |
| Parte 1 - Uma Temporada no Inferno |                                        |
| 1                                  | A Flecha de Valentim                   |
| 2                                  | Hunter's Moon                          |
| 3                                  | A Inquisidora                          |
| 4                                  | O Cuco no Ninho                        |
| 5                                  | Pecado dos Pais                        |
| 6                                  | Cidade das Cinzas                      |
| 7                                  | A Espada Mortal                        |
| Parte 2 - Os Portões do Inferno    |                                        |
| 8                                  | A corte Seelie                         |
| 9                                  | E a Morte não Terá Qualquer Autoridade |
| 10                                 | Um Lugar Aprazível e Privado           |
| 11                                 | Fumaça e Aço                           |
| 12                                 | A Hostilidade dos Sonhos               |
| 13                                 | Uma Tropa de Anjos Rebeldes            |
| Parte 3 - Dia de Ira               |                                        |
| 14                                 | Destemor                               |
| 15                                 | O Dente da Serpente                    |
| 16                                 | A Pedra do Coração                     |
| 17                                 | A Leste do Éden                        |
| 18                                 | Escuridão Visível                      |
| 19                                 | Dies Irae                              |
| Epílogo                            |                                        |

### Capa
Clary Fray está presente na capa original, vestindo uma camiseta sem mangas azul e com as Marcas dos Caçadores de Sombras em seu braço.

## Sinopse
Clary Fray só queria que sua vida voltasse ao normal. Mas o que é "normal" quando você é uma Caçadora de Sombras especializada em matar demônios, sua mãe está em um coma magicamente induzido e você descobre de repente que criaturas como lobisomens, vampiros e fadas realmente existem? Se Clary deixasse o mundo dos Caçadores de Sombras para trás, isso significaria mais tempo com o melhor amigo, Simon, que está se tornando mais do que um simples "amigo". Mas o mundo dos Caçadores não está disposto a abrir mão de Clary — especialmente o belo e irritante Jace, que por acaso ela descobriu ser seu irmão. E a única chance de salvar a mãe deles parece ser encontrar o perverso ex-Caçador de Sombras Valentim, que com certeza é louco, mau... e também o pai de Clary e Jace.
Para complicar ainda mais, alguém na cidade de Nova York está matando jovens do Submundo. Será que Valentim está por trás dessas mortes? E se isso for verdade, qual seria o seu objetivo? Quando o segundo dos Instrumentos Mortais, a Espada da Alma, é roubada, a aterrorizante Inquisidora chega ao Instituto para investigar — e suas suspeitas caem diretamente sobre Jace. Como Clary pode impedir os planos malignos de Valentim se Jace está disposto a trair tudo aquilo em que acredita para ajudar o pai?

## Enredo
Logo após os acontecimentos de Cidade dos Ossos, Clary Fray deseja que a sua vida volte ao normal. Mas, depois de entender que ela é uma Caçadora de Sombras e que faz parte de um novo mundo o qual ela nunca imaginou que existisse, tudo se transforma. Seu pai não está morto, mas ele é o perverso Valentim, que deseja matar todos os seres do Submundo para limpar a Terra. Sua mãe, que havia escondido esse mundo dela, está em coma e o garoto pelo qual está apaixonada, Jace, foi revelado como seu irmão, chocando-os.
A história começa com Valentim exercendo o controle de um Demônio Maior através do uso do Cálice Mortal, prenunciando as batalhas que ainda estão por vir. Em seguida, Clary está assistindo um filme de vampiros com o seu melhor amigo Simon, que fica um pouco entorpecido. Quando ela tenta confortá-lo, ele acaba beijando-a, e ela fica sem saber o que fazer porque apenas o ama como um amigo.
Nesse meio tempo, os pais de Isabelle e Alec retornam de Alicante, a cidade dos Caçadores de Sombras, e a mãe deles, Maryse, conversa com Jace, quem ela sente que não pode mais confiar. Ela acredita que ele esteja mancomunado com seu pai, Valentim, agora que foi revelado que Jace é seu filho. Jace abandona o Instituto e vai para um bar de lobisomens, e encontra uma jovem licantrope chamada Maia, juntamente com outros membros descontentes do bando de Luke. Ele provoca uma briga, recusando-se a investigar a morte de um menino licantrope morto em um beco próximo, apesar de ser um Caçador de Sombras e obrigado pela lei da Clave. Luke impede a violência e manda Jace de volta para o Instituto. Quando eles chegam, Maryse diz que estava tentando mandá-lo embora para protegê-lo da Inquisidora da Clave, que vem para se certificar que Jace não é um espião. Ele não é educado com a Inquisidora, que acaba por castigá-lo, prendendo-o na Cidade do Silêncio durante a noite.
Durante sua prisão, Jace começa a ouvir gritos e descobre que Valentim enviou um Demónio do Medo e matou os Irmãos do Silêncio para obter a Espada da Alma, o segundo dos três Instrumentos Mortais. Um aviso é enviado para o Instituto, mas os Caçadores de Sombras adultos foram distraídos pela morte de uma criança fada e não estão lá para ouvi-lo, então Isabelle, Alec e Clary vão para a Cidade do Silêncio, sabendo que Jace está lá. Lá dentro, eles encontram todos completamente mortos, menos Jace, e Clary, com pressa de retirá-lo da prisão, faz uma espécie de símbolo de abertura para destrancar a cela. Quando eles retornam à superfície, encontram os Caçadores de Sombras adultos esperando por eles. A Inquisidora aponta que a Espada da Alma é o que deveria ser usado contra Jace no dia seguinte para provar se ele estava dizendo a verdade sobre não ser um espião de Valentim, e que seu pai o protegeu para roubá-la.
Magnus Bane, o Alto Feiticeiro de Brooklyn, se oferece para manter Jace guardado a sete chaves para a Clave, e a Inquisidora, com relutância, concorda. Os quatro adolescentes descobrem que Valentim tem esperanças de transformar a Espada da Alma em uma arma demoníaca (ao invés de uma arma angelical), processo que é feito pelo aquecimento e refrigeração do sangue de quatro diferentes criaturas do Submundo: lobisomem, vampiro, feiticeiro e fada. Na esperança de que as fadas se juntassem a eles na luta contra Valentim, Clary, Jace, Isabelle e Simon entram no Reino das Fadas para falar com a Rainha Seelie. Durante a conversa, Clary sente uma leve dor no dedo e vê uma marca vermelha. Esquecendo que tinha espalhado o sumo de comida de fada no dedo ela o lambe para tirar o sangue. Sendo assim, ela é forçada a ficar para sempre dentro do reino, a menos que ela receba o beijo que realmente deseja. Simon se oferece para beijá-la, mas fica arrasado quando a Rainha afirma que o seu beijo não é o mais desejado. Jace acaba a beijando, porque ambos ainda têm sentimentos um pelo outro, apesar de terem descoberto que são irmãos e ela acaba ficando livre para ir embora. Depois que eles escapam do Reino das Fadas, Simon vai embora completamente irado, deixando Clary e Jace lutando a cerca dos seus verdadeiros sentimentos.
Em seguida, o vampiro Raphael aparece carregando um Simon quase morto em seus braços e explica que ele havia absorvido traços de vampiro depois de mordê-lo enquanto ainda era um rato em Cidade dos Ossos. Raphael também afirma que Simon iria morrer e renascer como um verdadeiro vampiro. Clary se desespera e insiste que necessita ficar para ver a transformação e dar todo o apoio necessário a Simon.
Mais tarde, Luke encontra Maia na frente da porta de sua casa depois de ser atacada por demônios. Ela está ferida também, e Clary, Simon e Jace lutam contra os demônios, mas não antes de Jace secretamente sondar um deles para obter informações sobre o paradeiro de Valentim. Jace, em seguida, pega a moto movida por energia demoníaca e voa para encontrar Valentim, que está escondido em um navio no rio. Chegando lá ele vê uma cena da Clary sendo morta que foi criada pelo demônio do medo. Valentim pergunta o que ele viu e ele diz apenas "Clary...". Ele tem a oportunidade de matá-lo, mas não pode. Valentim pede a Jace para acompanhá-lo e promete que nenhum de seus entes queridos serão prejudicados.
Na manhã seguinte, a Inquisidora Imogen Herondale, aparece e aprisiona Jace novamente, logo após ter descoberto que ele visitou Valentim na noite anterior. Ela diz que está planejando trocá-lo pelos Instrumentos Mortais, mas Jace diz que Valentim não se importa o suficiente com ele para fazer a troca. Ela não acredita nele e vai embora. Alec ajuda Jace a escapar. Ele percebe que a cela não tem telhado e sugere que Jace salte, um feito impossível para um ser humano normal, mas Jace consegue e vai ajudar Clary, que descobriu que Maia e Simon foram sequestrados por Valentim para a obtenção do seu sangue.
Nesse meio tempo, Clary descobriu que, com sua habilidade de desenho, ela pode criar novos símbolos. Ela cria um Símbolo do Destemor, que permite a Jace derrotar Agramon, o Demônio do Medo convocado por Valentim Morgenstern. Há uma grande batalha no navio, durante a qual a Inquisidora leva Jace a um canto e faz-lhe uma série de perguntas adicionais, mas faz uma pausa ao observar uma cicatriz em forma de estrela no ombro de Jace. Um demônio aparece e ataca-os, mas ela se sacrifica por ele. Jace descobre que Simon está entre a vida e a morte e permite que ele se alimente de seu sangue, salvando sua vida. A batalha continua indo de mal a pior para os Caçadores de Sombras, até Clary desenhar um novo símbolo e destruir completamente o navio, levando os demônios a bordo e pondo fim à batalha.
Graças ao sangue de Jace, Simon é agora um vampiro que pode resistir ao sol. Clary descobre que não se importa com o fato de ela e Jace serem irmãos e quer dizer-lhe que o ama, mas ele acaba por falar primeiro e promete que não a amaria além de uma irmã, pensando que isso é o que ela queria. A mãe de Clary ainda está em coma, mas uma mulher de cabelos grisalhos chamada Madeleine a para no caminho para o hospital e diz que sabe como acordar Jocelyn.